# Asuka (collection)
Pour les articles homonymes, voir Asuka.
Asuka est une collection de l'éditeur Kazé, anciennement maison d'édition française créée en 2004 par Renaud Dayen et Raphaël Pennes, publiant des mangas ainsi que, à une époque, quelques manhwas. Le label appartient à la société Daipen (contraction des deux noms des fondateurs).
Elle lance en France un genre non encore traduit, le yuri, avec les œuvres d'Ebine Yamaji. Avec sa collection Ladies, c'est plus généralement l'une des premières maisons d'édition à avoir traduit des josei, comme Piece of Cake. L'une de ses autres caractéristiques est la publication d'œuvres d'Osamu Tezuka au format bunko (un format de poche).
En janvier 2006, Soleil Productions rentre au capital de la société. En mars 2007, Soleil Productions revend à Kazé ses parts de Daipen, qui est liquidée en 2014. Fin 2009, le label Kazé Manga est créé, qui reprend les titres Asuka et en propose de nouveaux à partir de 2010. Depuis lors, Asuka est devenu une collection de l'éditeur consacrée au genre Boy's Love.

## Catalogue
|  | Manga / Manhua / Manhwa dont la commercialisation a été arrêtée. |

Les titres indiqués En cours pour la version française sont ou ont été édités par Kazé sous le label Asuka.